# Scott Lago
Scott Lago –conocido como Scotty Lago– (Seabrook, 22 de noviembre de 1987) es un deportista estadounidense que compitió en snowboard, especialista en la prueba de halfpipe.
Participó en los Juegos Olímpicos de Vancouver 2010, obteniendo la medalla de bronce en la prueba de halfpipe. Adicionalmente, consiguió cuatro medallas en los X Games de Invierno.

## Medallero internacional
| Juegos Olímpicos | Juegos Olímpicos   | Juegos Olímpicos  | Juegos Olímpicos |
| Año              | Lugar              | Medalla           | Prueba           |
| ---------------- | ------------------ | ----------------- | ---------------- |
| 2010             | Vancouver (Canadá) | Medalla de bronce | Halfpipe         |

| X Games de Invierno | X Games de Invierno    | X Games de Invierno | X Games de Invierno |
| Año                 | Lugar                  | Medalla             | Prueba              |
| ------------------- | ---------------------- | ------------------- | ------------------- |
| 2006                | Aspen (Estados Unidos) | Medalla de bronce   | Superpipe           |
| 2009                | Aspen (Estados Unidos) | Medalla de plata    | Slopestyle          |
| 2011                | Aspen (Estados Unidos) | Medalla de oro      | Mejor método        |
| 2011                | Aspen (Estados Unidos) | Medalla de plata    | Superpipe           |